# Tetsuya Takahashi
Pour les articles homonymes, voir Takahashi.
Tetsuya Takahashi (高橋 哲哉, Takahashi Tetsuya, né le 18 novembre 1966) est un créateur de jeu vidéo japonais. Il est surtout connu pour être le créateur de la série de jeux vidéo de rôle Xenosaga et Xenoblade, où le scénario joue un rôle essentiel.

## Carrière
Tetsuya Takahashi nait le 18 novembre 1966 dans la préfecture de Shizuoka au Japon.
À la fin des années 1980, il travaille chez le développeur de jeu vidéo japonais Falcom. Au début des années 1990, il est embauché chez Square et travaille entre autres sur le graphisme des trois épisodes de Final Fantasy sur Super Nintendo, puis sur le graphisme de Chrono Trigger et Seiken Densetsu 3.
À la fin des années 1990, il crée sa propre licence avec Xenogears qui sort en 1998 avec l'aide du producteur Hiromichi Tanaka. Réalisateur et scénariste, il propose un jeu au background et un scénario très recherché, directement inspiré par des penseurs contemporains de langue allemande comme Friedrich Nietzsche, Sigmund Freud, Carl Jung et Jacques Lacan, une chose presque unique dans le monde du jeu vidéo commercial. Malgré la complexité du scénario, le jeu rencontre le succès et se vend à plus d'1,1 million d'exemplaires, principalement au Japon. Il souhaite alors lancer une nouvelle licence en six épisodes pour développer les thèmes abordés dans Xenogears, mais Square n'est pas intéressé par son projet.
En 1999, il quitte donc l'entreprise avec de nombreux collaborateurs ayant travaillé sur Xenogears pour prendre part à la création de Monolith Soft par le producteur Hirohide Sugiura. Là, il commence le développement de sa série, qui constitue la principale licence de l'entreprise. En 2002 sort donc Xenosaga Episode I: Der Wille zur Macht, où il occupe la place de réalisateur et scénariste. Le scénario est une fois de plus très développé, voire trop envahissant selon certaines critiques. Pendant ce temps-là, Takahashi continue de travailler en indépendant pour Square. Le développement des jeux prend trop de temps et Monolith Soft connait des problèmes financiers. L'épisode deux, Xenosaga Episode II: Jenseits von Gut und Böse sort en 2004; Takahashi laisse sa place de réalisateur à Arai Kou mais rédige toujours la trame principale. Mais le jeu connait d'importants problèmes de longueurs dans le gameplay.
En raison de problèmes financiers, la série s'achève prématurément en 2006 avec Xenosaga Episode III: Also sprach Zarathustra et Takahashi est obligé de sacrifier une grosse partie du scénario qu'il avait imaginé et laisse une fois de plus la direction à Arai Kou. Takahashi est actuellement à la tête de Monolith Soft.
Tetsuya Takahashi est marié à Soraya Saga. Elle a travaillé avec lui sur de nombreux projets chez Square et est devenu avec lui l'une des principales créatrices de la licence Xenosaga, où elle a travaillé sur le scénario.

## Travaux
- 1989 : Dragon Slayer: The Legend of Heroes, art
- 1991 : Final Fantasy IV, graphisme des combats[1]
- 1992 : Romancing SaGa, graphisme des terrains[2]
- 1992 : Final Fantasy V, graphisme des terrains[3]
- 1993 : Secret of Mana, graphisme des terrains[4]
- 1994 : Final Fantasy VI, directeur du graphisme[5]
- 1995 : Front Mission, création graphique[6]
- 1995 : Chrono Trigger, directeur du graphisme[7]
- 1995 : Seiken Densetsu 3, graphisme des terrains[8]
- 1997 : Final Fantasy VII, concept art[9]
- 1998 : Parasite Eve, illustrateur de la carte
- 1998 : Xenogears, réalisateur, scénariste, compositeur (pour "The Beginning and the End")[10]
- 1999 : Final Fantasy VIII, chef créateur des terrains[11]
- 2000 : The Bouncer, background supervisor[12]
- 2001 : Final Fantasy X, chief art designer[13]
- 2002 : Xenosaga Episode I: Der Wille zur Macht, réalisateur, scénariste, compositeur (pour "Ormus", "The Resurrection", "The Miracle", "Pain" et "Kokoro")[14]
- 2004 : Xenosaga Episode II: Jenseits von Gut und Böse, scénario original, superviseur
- 2004 : Xenosaga Pied Piper, scénariste
- 2006 : Xenosaga I & II, scénariste
- 2006 : Xenosaga Episode III: Also sprach Zarathustra, scénariste, superviseur, music coordinator[15]
- 2008 : Soma Bringer, producteur[16]
- 2010 : Xenoblade Chronicles, scénariste, producteur exécutif
- 2015 : Xenoblade Chronicles X, scénariste, producteur exécutif
- 2017 : Xenoblade Chronicles 2, scénariste, producteur exécutif
- 2022 : Xenoblade Chronicles 3, scénariste, producteur exécutif